# Endosymbiotická teorie

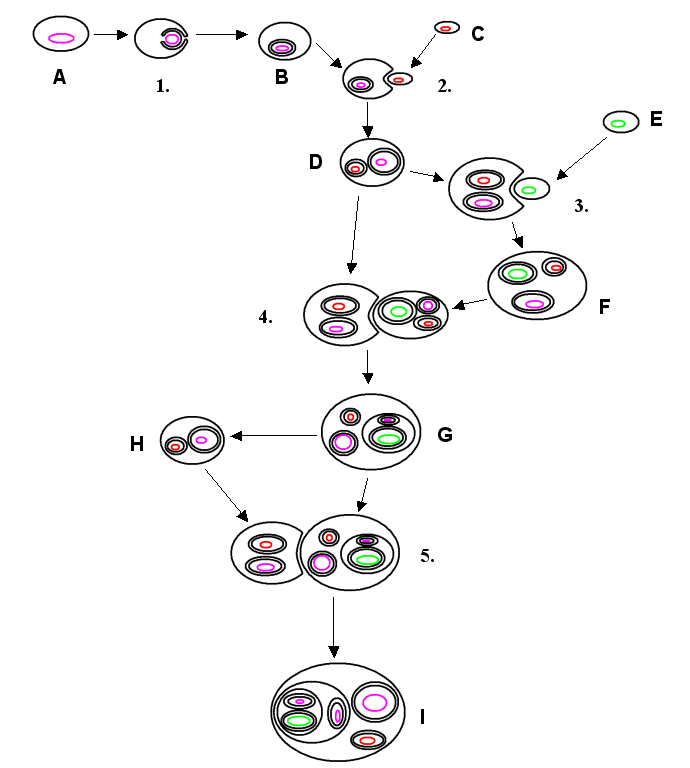
Shrnutí endosymbiotické teorie: I. Archeální buňka (A) vchlípením buněčné membrány vytvořila buněčné jádro (B). 2. Proteobakterie (C) byla pohlcena za vzniku eukaryotické buňky (D). 3. Sinice (E) byla pohlcena některou eukaryotickou buňkou za vzniku rostlinné buňky (F). 4. Při sekundární endosymbióze eukaryotická buňka pohltila rostlinnou buňku. 5. Při terciární endosymbióze pohltila eukaryotická buňka (H) buňku se sekundárním plastidem (G).

Endosymbiotická teorie popisuje původ semiautonomních organel eukaryotických buněk – mitochondrií a chloroplastů. Tyto organely byly dříve volně žijící prokaryotické organizmy, které byly pohlceny a staly se buněčnými endosymbionty. Mitochondrie mají evoluční původ v proteobakterii (z příbuzenstva Rickettsiales) a chloroplasty v sinici.
Endosymbiotickou teorii lze aplikovat např. i při vysvětlení původu nitroplastů – organel kokolitky Braarudosphaera bigelowii pro fixaci dusíku, a jejich evolučních předstupňů, sféroidních tělísek u rozsivek čeledi Rhopalodiaceae (Rhopalodia gibba, Rhopalodia gibberula, Epithemia turgida), pocházejících ze sinice blízké rodu Cyanothece, nebo parasomu měňavkovců skupiny Dactylopodida původem z exkavátů skupiny Kinetoplastida.
Naopak se v současnosti již endosymbioticky nevysvětlují organely cytoskeletárního typu, jako např. eukaryotické bičíky, i když to původní teorie také zamýšlela.

## Vznik teorie
Ruský lichenolog Konstantin Merežkovský roku 1905 formuloval hypotézu, že chloroplasty vznikly endosymbiózou sinic. K této myšlence ho přivedlo studium symbiózy hub a řas v lišejníku. U chloroplastů pozoroval rozmnožování podobné dělení bakterií.
Endosymbiotická teorie byla roku 1981 popularizována Lynn Margulisovou, podle které eukaryotický organismus vznikl jako seskupení různých organismů. Margulisová ovšem představuje maximalistické pojetí této teorie, mimo jiné předpokládala endosymbiotický původ i u bičíků, který měl vzniknout ze spirochet. Většina současných vědců však toto extremistické pojetí neuznává, protože bičík neobsahuje vlastní DNA a jeho stavba se zásadně liší od prokaryotního bičíku.

### Podpora této teorie
Tuto teorii podporuje morfologická i biochemická podobnost mitochondrií, plastidů a jejich předpokládaných prokaryotních předchůdců – bakterií. Ke společným znakům patří např.:
- Podobná velikost a tvar, a to i v buňkách rozdílné velikosti, určení či druhové příslušnosti.
- Podoba, složení a exprese genomu (DNA); často jsou však mnohé geny bakteriálního typu přeneseny do jádra hostitele endosymbionta – to se ale podařilo ukázat i u některých jiných endosymbiontů, zachovávajících si dosud svou autonomii.
- Podobné ribozomy.
- Podobná stavba vnitřní membrány, vyšší násobnost obalových membrán. Podle teorie lze předpokládat vnější membránu odpovídající plazmatické membráně hostitele a vnitřní odpovídající membráně endosymbionta. To se potvrzuje, i když u endosymbióz vyšších řádů ne vždy počet membrán odpovídá předpokládanému počtu – muselo dojít k zániku některých "nadbytečných" membrán)
- Podobný systém proteosyntézy.
- Nemožnost vzniku de novo. Tyto organely se množí dělením. Pokud se zničí všechny tyto organely v buňce (například chemicky), nové nemohou vzniknout.
- Sekundární a terciární endosymbiózu u plastidů podporuje v mnoha případech i zachování zbytků redukovaných organel eukaryotického endosymbionta se zachovaným zbytkem DNA (nukleomorf jako pozůstatek jádra).

## Rozdíl mezi organelou a endosymbiontem
Bylo pozorováno mnoho případů obligátních endosymbióz, kdy je hostitel závislý na svém endosymbiontu a naopak endosymbiont na svém hostiteli. To vede k širší otázce – co odlišuje semiautonomní organelu od endosymbionta?
Společný názor je, že na rozdíl od endosymbiontů přenesly organely své geny do jádra svého hostitele v takovém rozsahu, že jsou závislé na vytvořeném systému pro přenos bílkovinných produktů z buňky hostitele dovnitř organely. To znamená, že organela vzniklá z endosymbionta je plně závislá na svém hostiteli v tom, že pro ni udržuje genetickou informaci, která byla původně součástí jaderného genomu endosymbionta a je nadále nutná pro přežívání a rozmnožování semiautonomní organely.
Endosymbióza může však být obligátní i z jiných důvodů, zpravidla kvůli oboustranně výhodnému zajišťování určitých živin důležitých pro metabolismus endosymbionta či hostitele, ze kterého se vyvinula vzájemná závislost.

## Mitochondrie

### Vznik mitochondrie
Vznik mitochondrií je předpokládaná endosymbiotická událost, ke které mělo dojít asi před 1,2 miliardy let, kdy se na Zemi objevil kyslík v dostatečné koncentraci, aby dokázal negativně ovlivňovat anaerobní organismy. Protože na ně působí kyslík jako jed tím, že oxiduje jejich struktury, ta eukaryota, která dokázala využít schopnosti bakterií zpracovávat kyslík tak, že je pohltila, získala evoluční výhodu. Předpokládá se, že mitochondrie vznikla v historii jednou jedinkrát, a všechny současné mitochondrie vznikly na základě této unikátní události (mluví se o tzv. monofyletickém původu).
Po pohlcení došlo k přesunu části genů mitochondrie do jádra. To vysvětluje, proč některé geny v eukaryotním jádře, které kódují mitochondriální enzymy, připomínají bakteriální geny (například superoxiddismutáza).
Mezi společné znaky bakterií a mitochondrií, a tedy důkazy endosymbiotického původu mitochondrií, patří kromě vlastností vyjmenovaných u podpory endosymbiotické teorie:
- využívání kyslíku k oxidaci (viz dýchání),
- využívání protonovou pumpu k syntéze ATP.

### Evoluce mitochondrie
Podle analýzy mitochondriálních genů se zdá, že jsou odvozeny od α-proteobakterií, patřící do skupiny gramnegativních bakterií které mohly být v minulosti fagocytovány nebo v buňce parazitovaly. Příbuzné rickettsie dokáží z buňky čerpat látky bohaté na energii i ATP. V evoluci pak stačilo obrátit směr ATP pump tak, aby posílaly ATP do buňky.
Přesný původ mitochondriálního předka se dosud nepodařilo vyjasnit. Některé scénáře podpořené molekulárními analýzami genomů ukazují na skupiny Rhizobiales či Rickettsiales, novější studie však podobné závěry vyvracejí jako artefakty; mitochondrie pravděpodobně nepocházejí z Rickettsiales ani jiné známé současné linie α-proteobakterií, ale z nějaké starší, dříve oddlené linie.
Existují eukaryota, která postrádají mitochondrie (kmen Parabasala, diplomonády, měňavka úplavičná, mikrosporidie), u některých je mitochondrie přeměněna na hydrogenozom či dále redukována na mitozom. U všech eukaryot, i u těch bez mitochondrií, však byly nalezeny geny kódující mitochondriální proteiny, takže mitochondrie u nich evidentně zanikly sekundárně.

## Plastidy
Plastidy vznikly nejen jednoduchou endosymbiózou prokaryotního organismu eukaryotní buňkou (tzv. primární endosymbióza), ale i následnou endosymbiózou takového eukaryota jiným eukaryotickým organismem (endosymbióza sekundární, terciární či vyššího stupně). Přímo se podařilo identifikovat dvě primární endosymbiotické události vedoucí ke vzniku plastidu, a několik takových endosymbiotických událostí sekundárních a terciárních. Na některé události existují pouze náznaky zjištěné molekulárními analýzami jaderných genomů, přičemž endosymbiotický plastid již druhotně zanikl.
Přesto mají všechny plastidy recentních druhů stejný primární původ v jediné endosymbióze sinice (s jedinou známou výjimkou, kterou je rod Paulinella).

### Primární plastidy rostlin
Plastidy rostlin v rámci primární endosymbiozy vznikly ze sinic pohlcených heterotrofním eukaryotem asi před 900 miliony let. Existují tři linie chloroplastů, vzniklé však s vysokou pravděpodobností ze společného předka, tedy divergencí až po endosymbiotické události:
- plastidy glaukofytů (Glaucophyta)
- plastidy zelených rostlin
- plastidy ruduch (Rhodophyta)

Jak ukázaly fylogenomické studie, pochází primární plastid rostlin z příbuzenstva některé raně odvětvujíví se linie sinic. Analýzy ze začátku 21. století ukazovaly na blízkost rodu Pseudanabaena (řád Synechococcales), v roce 2017 však byl díky analýze genomu odhalen ještě bližší recentní druh sinice, Gloeomargarita lithophora, primární plastid by tedy mohl pocházet z vývojové linie recentního řádu Gloeomargaritales.
Mezi společné znaky plastidů a sinic, a tedy důkazy endosymbiotického původu plastidů, patří:
- struktura thylakoidů
- biochemie plastidů a chlorofyl
- podobná genetická informace – viz plastidová DNA
- Glaucophyta mají v membránách plastidů peptidoglykany

### Primární plastid paulinelly
Protisté rodu Paulinella (P. chromatophora, P. longichromatophora a P. micropora; Rhizaria, Cercozoa) obsahují plastidy, tzv. cyanelly, podobné chloroplastům glaukofyt. Analýzou se ukázalo, že se jedná o plastid získaný v jiné, mnohem mladší endosymbiotické události, která se udála před několika miliony, možná desítkami milionů let.
Jak ukázaly fylogenomické studie, pochází primární plastid paulinelly z příbuzenstva sinic skupiny α-cyanobacteria rodu Synechococcus.

### Sekundární plastidy
U některých protist se vyskytují sekundární organely, které vznikly endosymbiózou eukaryotního organismu, který už obsahoval semiautonomní organely. Při takovém vzniku se zvětší počet membrán, a někdy se zachová funkční jádro.

#### Mechanismus vzniku
Vznik sekundárních plastidů vznikl pravděpodobně tak, že heterotrofní organismus pozře řasu, ale nerozloží ji. Ta pak začne žít uvnitř jeho cytoplasmy.
Řasa postupně ztratí mitochondrie, většinu jádra (zůstává tzv. nukleomorf). Vzniklý organismus má čtyři membrány (2 chloroplast, jednu z původní buňky, vlastní membrána) a až čtyři genomy (primárního plastidu, jádra fagocytované řasy, vlastní jaderný a mitochondriální genom držitele sekundárního plastidu). Jedna z membrán často zaniká.
Geny se postupně přesouvají horizontálním genovým přenosem z plastidové do jaderné DNA, současně se vytvářejí mechanismy transportu bílkovin přes obalové membrány do plastidu.

#### Dělení podle původu
- Ze zelených řas:
  - U krásnooček – plastid bez jádra
Vznikl endosymbiózou zelené řasy blízké recentním Pyramimonadales
  - U chlorarachniofyt rodu Bigelowiella – plastid se čtyřmi membránami a nukleomorfem.
Vznikl endosymbiózou zelené řasy blízké recentním Oltmannsiellopsidales
  - U obrněnek rodu Lepidodinium
Vznikl endosymbiózou zelené řasy blízké recentním Chlorodendrophyceae a nahradil původní chromistní plastid (z endosymbiózy pravděpodobně čtvrtého či vyššího řádu) z ruduchy (tzv. sériová/seriálová sekundární endosymbióza)
- Z červených řas:[17][18]
  - Plastidy skrytěnek, vyniklé endosymbiózou ruduchy blízké recentní třídě Bangiophyceae[19], případně ještě hlubšího původu z linie sesterské k podkmenu Cyanidiophytina[20] – propojeny s endoplasmatickým retikulem, mají čtyři membrány a nukleomorf

Někteří předkové chromist mohli dokonce dříve obsahovat sekundární plastid zelené linie, o něj druhotně přijít a později ho nahradit sekundárním plastidem červené linie (tzv. sériová/seriálová sekundární endosymbióza). Svědčí o tom např. původně plastidové geny jak zelené, tak červené linie v jaderném genomu výtrusovce Chromera velia. Molekulární analýzy ukazují také na přítomnost nyní již zaniklého plastidu u nálevníků.

### Terciární a vyšší plastidy
Některé organismy dokáží pohltit a využít jiné organismy, které už mají sekundární plastid, začlenit je do svých buněk a přetvořit v chloroplast.
Již dříve bylo známo několik případů takové endosymbiózy, a sice u obrněnek rodů Dinophysis (plastidy více typů, pravděpodobně z kleptoplastidů získaných z pohlcené skrytěnky či z haptofytní řasy), Karenia (syn. Gymnodinium; z haptofytní řasy), a Kryptoperidinium (z rozsivky, obsahuje nukleomorf).
Po vyvrácení dřívější tzv. chromalveolátní hypotézy byl takový původ plastidů, tedy pohlcení jiného chromistního organismu, rozšířen na většinu fotosyntetizujících linií chromistů.
Jedná se o plastidy následujících skupin:
- obrněnky – tři membrány
- výtrusovci (gregariny, hromadinky) – mají apikoplasty: plastidy nesloužící k fotosyntéze, ale syntéze aromatických látek; bez tohoto plastidu nedokáží přežít, proto se malárie dá léčit některými herbicidy
- heterokontní řasy fotosyntetizující linie Ochrophyta (např. chaluhy).

Na počátku takové série endosymbióz byla sekundární endosymbióza u skrytěnek. Další linie plastid získaly endosymbiózou skrytěnek – jedná se tak o plastidy třetího, čtvrtého a případně i vyššího řádu. Vzhledem k přesunu části plastidových genů do jádra a vzniku transportních mechanismů pro bílkoviny přes vnitřní membrány už při sekundární endosymbióze se předpokládá, že tyto násobné endosymbiózy mohly probíhat mnohem snadněji, než endosymbióza primární a sekundární. Doposud není plně vyjasněno pořadí endosymbióz. Nejpravděpodobnějšími hypotézami jsou:
- vznik plastidů ochrofyt terciární endosybiózou skrytěnky; vznik plastidů haptofyt a fotosyntetizujících alveolát (většina obrněnek a výtrusovci) endosymbiózou ochrofytní řasy
- vznik plastidů ochrofyt a haptofyt terciární endosybiózou skrytěnky; vznik plastidů fotosyntetizujících alveolát (většina obrněnek a výtrusovci) endosymbiózou haptofytní řasy

přičemž u některých obrněnek nejsou vyloučeny ani endosymbiózy vyšších řádů (včetně sériových/seriálových nahrazení původního plastidu plastidem z jiné evoluční linie).
Jako konkurenční k oběma předchozím hypotézám lze uvést hypotézu z r. 2024, předpokládájící na počátku dvě rozdílné sekundární endosymbiózy ruduchy – jednu vedoucí ke vzniku plastidu skrytěnek (jako u předchozích hypotéz), druhou vedoucí k plastidu ochrofytních řas. Plastidy haptofyt pak vznikly terciární endosymbiózou skrytěnky, první alveolátní plastidy terciární endosymbiózou ochrofytní řasy.

### Nedokončená endosymbióza plastidu
V r. 2006 byl popsán nový druh chromista ze skupiny Katablepharida, nazvaný Hatena arenicola, u kterého právě probíhá sekundární endosymbióza plastidu. Pohlcuje totiž jako endosymbionta zelenou řasu rodu Nephroselmis, která v něm dokáže přetrvávat. Pouze při dělení se endosymbiont také současně nedělí a přechází pouze do jedné z dceřiných buněk, druhá si ho musí znovu pohltit.
Ještě volnější předstupeň představují tzv. kleptoplastidy, u kterých endosymbiont trvale nepřežívá a není předáván do následující generace ani částečně.

## Nitroplasty
Dalšími organelami vzniklými endosymbiózou jsou nitroplasty, organely pro fixaci molekulárního dusíku v některých protistech. 
Fixace dusíku je důležitým metabolickým procesem, jehož schopnost byla do konce 20. století známa pouze u bakterií; eukaryotní organismy pro získávání dusíku  využívaly extracelulární symbiotické vztahy s bakteriemi (např. hlízkové bakterie v hlízkách bobovitých rostlin). Později byly objeveny trvalé endosymbiózy bakterií fixujících dusík např. v houbovcích, korálech, nálevnících v trávicím traktu termitů, některých lichenizovaných a arbuskulárně mykorhizních houbách, a mnohých protistech (např. v rozsivkách, krásnoočkách či heterotrofních obrněnkách, nebylo však prokázáno, že jsou pro hostitele obligátní. Ještě před koncem 20. století byla nastolena hypotéza, že takové symbiozomy mohou být interpretovány jako speciální organely fixující molekulární dusík v hostitelově buňce.
Na počátku 21. století byla objevena vnitrobuněčná tělíska některých eukaryot, která vykazovala schopnost fixace dusíku. Bližším zkoumáním bylo zjištěno, že se jedná o obligátní endosymbionty cyanobakteriálního původu, kteří představují mezistupeň na vývojové cestě k organelám, a u kterých byla doložen koevoluce s hostitelem. Příkladem jsou:
- sféridní tělíska ze sinice Cyanothece v rozsivce Rhopalodia gibba (popsána v r. 2004)[2]
- sféroidní tělíska cyanobakteriálního původu v dalších rhopalodiálních rozsivkách (rodů Rhopalodia, Epithemia)[3]
- obligátní edosymbiont původem ze sinice UCYN-A[pozn. 2] (s redukovaným metabolismem) v haptofytí řase třídy Prymnesiophyceae[30]

V roce 2024 se nejen podařilo objevit obligátně endosymbiotický vztah mezi jednobuněčnou řasou – kokolitkou Braarudosphaera bigelowii – jakožto hostitelem a endosymbiontem původem ze sinice UCYN-A, ale také doložit redukci genomu endosymbionta, svědčící o přenesení části genomu do jádra hostitele, a o integraci endosymbionta do architektury a funkcí hostitelské buňky (endosymbiont už má synchronizovaný růst s hostitelskou buňkou a používá proteiny, které mu vyrábí buňka hostitele). To ukázalo, že se již endosymbiont vyvinul ve specifickou eukaryotní organelu pro fixaci molekulárního dusíku – v tzv. nitroplast.